# 冴え冴えてなほ滑稽な月
『冴え冴えてなほ滑稽な月』(さえさえてなほこっけいなつき)は、2013年に公開された日本映画。監督は島田角栄。

## 概要
華雪ルイの小説を「ボーイズ・オン・ザ・ラン」の黒川芽以主演で映画化したパンク・ムービー。

## キャスト
- 美礼：黒川芽以
- 愛紫亜：澤田由希
- 武藤雅美：浜尾京介
- ：真凛
- 刑事：大塚明夫
- カレン：水井真希
- ：中井正樹
- ：鳥肌実
- ：ダイアモンド☆ユカイ
- ：JILL
- ：古市コータロー
- ：リカヤ・スプナー
- ：奥崎謙三
- ：瀧川英次
- 刑事：白井光浩
- SMの女王：河瀨直美

## スタッフ
- 監督：島田角栄
- 原作・脚本：華雪ルイ
- プロデューサー：山口明、木村尚司

- 配給：ティー・オーエンタテインメント